# Chüjtnij orgil
Chüjtnij orgil nebo Chüjten (mongolsky Хүйтний оргил, Hüjtnij orgil, čínsky 友谊峰, pinyin Yǒuyí Fēng, český přepis Jou-i-feng) je nejvyšší hora Mongolska. Vrchol se nachází v pohoří Altaj na mongolsko-čínské hranici na severozápadním konci obou zemí, 2,5 km od rusko-mongolsko-čínského trojmezí. Vrchol je součástí altajského horského uzlu Tavan Bogd Uul (Таван Богд Уул) a někdy bývá sám označován jako Tavan Bogd.

## Název
Chüjtnij orgil znamená „Studená hora“. Čínský název v překladu znamená Štít Přátelství a stejný význam má také název Найрамдал (Najramdal), používaný v socialistických dobách v Mongolsku. Další prameny uvádějí rusko-mongolské názvy Пик Хуйтун (Pik Hujtun) a Куйтэн-Уул (Kujtèn-Uul), čínsko-mongolský 奎屯峰 (Kuítún Fēng, Kchuej-tchun-feng), případně počeštěné Kujtunský štít.

## Geografie
Chüjten dosahuje nadmořské výšky 4374 m, některé starší prameny ale uvádějí 4356, nebo dokonce 4653 m, což by z Chüjtenu udělalo nejvyšší horu celého Aaje (tou je ve skutečnosti Bělucha). Chüjten je součástí horského masivu Tavan Bogdo-uul, ve kterém se nachází další čtyři významné hory: Nairamdal orgil, Bürged Uul, Naran Uul, Ölgii Uul.
Administrativně patří západní strana hory pod čínskou autonomní oblast Sin-ťiang, východní strana pod mongolský kraj Altaj Burqin.
Geologická historie této části Altaje začala v ordoviku, kdy byly vyvrásněny první hory ze dna mělkého moře; vyskytují se zde i žuly a přeměněné horniny z pobřežních oblastí. Následovala eroze, k novému zvednutí terénu do dnešní podoby došlo při tektonických pohybech souvisejících s himálajským vrásněním.
Vrchol Chüjtenu je trvale pokrytý sněhem. Z jeho jihozápadních svahů stéká největší altajský ledovec Kanas, který pokrývá 30,13 km², je 10,8 km dlouhý a jeho průměrná tloušťka činí asi 130 m. Ledovec začíná ve výšce 3250 m, čelo se nachází ve 2416 m. Ledovce na západě jsou zdrojnicemi řeky Kanas v povodí řeky Burqin, která je důležitým přítokem Irtyše. Ledovce na východě odvodňuje řeka Chovd gol a její přítoky.Chüjtnij orgil nebo Chüjten (mongolsky Хүйтний оргил, Hüjtnij orgil, čínsky 友谊峰, pinyin Yǒuyí Fēng, český přepis Jou-i-feng) je nejvyšší hora Mongolska. Vrchol se nachází v pohoří Altaj na mongolsko-čínské hranici na severozápadním konci obou zemí, 2,5 km od rusko-mongolsko-čínského trojmezí. Vrchol je součástí altajského horského uzlu Tavan Bogd Uul (Таван Богд Уул) a někdy bývá sám označován jako Tavan Bogd.

## Název
Chüjtnij orgil znamená „Studená hora“. Čínský název v překladu znamená Štít Přátelství a stejný význam má také název Найрамдал (Najramdal), používaný v socialistických dobách v Mongolsku. Další prameny uvádějí rusko-mongolské názvy Пик Хуйтун (Pik Hujtun) a Куйтэн-Уул (Kujtèn-Uul), čínsko-mongolský 奎屯峰 (Kuítún Fēng, Kchuej-tchun-feng), případně počeštěné Kujtunský štít.

## Geografie
Chüjten dosahuje nadmořské výšky 4374 m, některé starší prameny ale uvádějí 4356, nebo dokonce 4653 m, což by z Chüjtenu udělalo nejvyšší horu celého Aaje (tou je ve skutečnosti Bělucha). Chüjten je součástí horského masivu Tavan Bogdo-uul, ve kterém se nachází další čtyři významné hory: Nairamdal orgil, Bürged Uul, Naran Uul, Ölgii Uul.
Administrativně patří západní strana hory pod čínskou autonomní oblast Sin-ťiang, východní strana pod mongolský kraj Altaj Burqin.
Geologická historie této části Altaje začala v ordoviku, kdy byly vyvrásněny první hory ze dna mělkého moře; vyskytují se zde i žuly a přeměněné horniny z pobřežních oblastí. Následovala eroze, k novému zvednutí terénu do dnešní podoby došlo při tektonických pohybech souvisejících s himálajským vrásněním.
Vrchol Chüjtenu je trvale pokrytý sněhem. Z jeho jihozápadních svahů stéká největší altajský ledovec Kanas, který pokrývá 30,13 km², je 10,8 km dlouhý a jeho průměrná tloušťka činí asi 130 m. Ledovec začíná ve výšce 3250 m, čelo se nachází ve 2416 m. Ledovce na západě jsou zdrojnicemi řeky Kanas v povodí řeky Burqin, která je důležitým přítokem Irtyše. Ledovce na východě odvodňuje řeka Chovd gol a její přítoky.